# Ethica Nicomachea

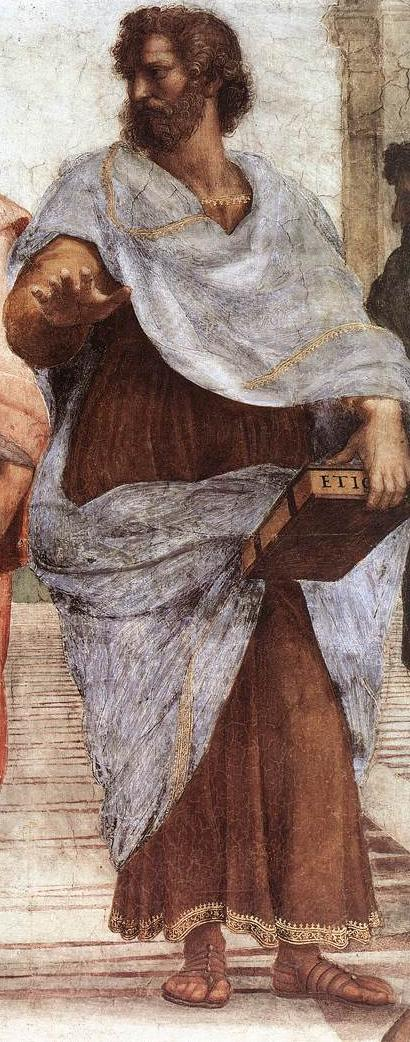
Aristoteles

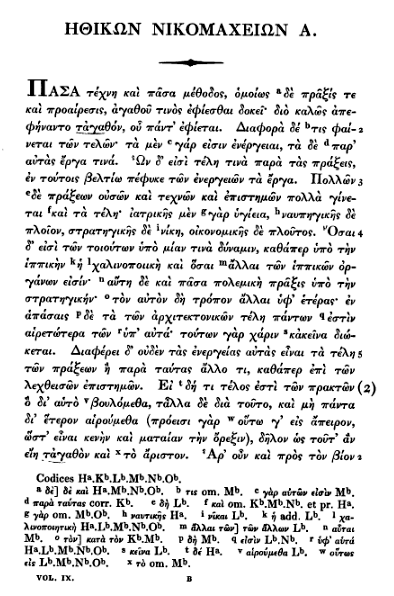
Eerste pagina van de Ethica Nicomachea in het Grieks

De Ethica Nicomachea (Oudgrieks: ἠθικὰ Νικομάχεια, ēthiká Nikomácheia, oorspr.  ἠθικὡν Νικομάχειων) (soms ook gespeld als 'Nicomachaea') is een van de werken van de Griekse filosoof Aristoteles. In dit werk lezen we over deugdenethiek, het menselijk karakter en welke rol deze twee spelen bij het vinden van geluk. Het werk bestaat uit tien boeken en neemt een prominente plaats in binnen het oeuvre van Aristoteles. De naam 'Nicomachea' is te herleiden tot diens zoon, Nicomachus. Hij zou het werk, gebaseerd als het was op aantekeningen van zijn vaders lezingen, voor uitgave geschikt hebben gemaakt. Een andere theorie verklaart de naam door Nicomachus eenvoudig aan te wijzen als degene aan wie het werk opgedragen werd.

## Geluk (boek I en X)

### Het functie-argument
In boek I stelt Aristoteles dat iedereen het erover eens is dat geluk (Grieks: eudaimonia) het ultieme doel van het menselijk bestaan is, maar dat er discussie is over de vraag wat geluk nu precies inhoudt. Aristoteles probeert dit te achterhalen door op zoek te gaan naar de functie (Grieks: ergon) die uniek is voor de menselijke soort (het zogenaamde ‘functie-argument’). Hij concludeert dat dit ergon, deze kenmerkende functie, het verstand is. Leven als een mens komt er dan op neer dat men zijn verstand gebruikt, en goed leven, dat wil zeggen gelukkig leven, betekent dat men zijn verstand op voortreffelijke wijze gebruikt. Geluk is voor Aristoteles dus nadrukkelijk een activiteit. Wie bijvoorbeeld slaapt kan op dat moment niet echt gelukkig zijn.

### Theoria
Nu kan men echter zijn verstand op verschillende manieren gebruiken. Aristoteles onderscheidt het praktisch gebruik van het verstand, bijvoorbeeld wanneer men aan politiek doet, van de zogenaamde theoria. In boek X identificeert Aristoteles het ware, ultieme geluk met theoria. Theoria is een lastig begrip, dat grofweg ‘filosofisch onderzoek, filosofische beschouwing’ betekent. Over de precieze inhoud van theoria is Aristoteles niet duidelijk. Het zou om ‘onderzoek’ kunnen gaan, waarbij iemand nieuwe kennis opdoet. Het zou echter ook het overdenken van kennis die men al bezit kunnen inhouden.
Aristoteles (EN X 7) geeft een aantal argumenten waarom theoria het hoogste goed is:
- Theoria is de activiteit van ons hoogste bestanddeel, namelijk ons verstand.
- Theoria is de meest bestendige activiteit, omdat we het langer ononderbroken kunnen beoefenen dan iedere andere activiteit.
- Theoria is het meest aangenaam en zuiver, omdat het niet met ongemakken gepaard gaat.
- Theoria is het meest autarkisch, dat wil zeggen dat er geen materiële goederen of andere mensen voor nodig zijn om te kunnen filosoferen.
- Theoria is als enige activiteit slechts verkieslijk omwille van zichzelf en is het goddelijk.

Kortom, de mens die zich aan de filosofie wijdt, leidt een goddelijk leven. Toch moet Aristoteles toegeven dat een mens niet onafgebroken kan filosoferen; om als mens te blijven functioneren moet iedereen namelijk in de noodzakelijke levensbehoeften voorzien. Dit zijn dingen als eten, drinken en slapen.

## Deugden (boek II-VII)

### Karakter (boek II)
Zoals hierboven beschreven is voor Aristoteles geluk een activiteit die op voortreffelijke wijze wordt uitgevoerd. In boek I en X denkt hij hierbij primair aan intellectuele activiteiten. Echter ook andere vormen van voortreffelijke activiteit zijn van belang voor een goed, volwaardig leven, bijvoorbeeld moedig of rechtvaardig handelen. Om dit soort handelingen mogelijk te maken is het noodzakelijk om de bijbehorende positieve karaktereigenschappen, deugden zoals moed en rechtvaardigheid, te ontwikkelen. In boek II tot en met VII van de Ethica Nicomachea gaat Aristotles uitvoerig in op de voortreffelijkheid van karakter (Grieks: êthos) en de verschillende deugden (Grieks: aretai).
Volgens Aristoteles ontwikkelen we een voortreffelijk karakter door gewoonte, door herhaald gedrag. Dit in tegenstelling tot een voortreffelijk verstand dat door onderwijs en scholing ontwikkeld wordt. De voortreffelijkheid van karakter heeft betrekking op handelingen en gevoelens, bijvoorbeeld boos zijn. Genot en pijn zijn de toetssteen voor de mate waarin iemand in het bezit is van bepaalde karaktereigenschappen. Zolang iets nog pijn en moeite kost, is het nog niet helemaal een karaktereigenschap. Een voorbeeld: iemand slaat iets lekkers maar ongezonds af en beleeft daar genot aan; dan is zo iemand matig. Het genot bewijst dat zo iemand zich de deugd matigheid heeft eigen gemaakt. Wie wel de traktatie afslaat, maar met tegenzin (pijn), doet wel iets matigs, maar heeft zich de deugd matigheid nog niet eigen gemaakt. Door het doen van voortreffelijke, dat wil zeggen deugdzame dingen word je zelf voortreffelijk / deugdzaam. In het geval van de echt voortreffelijke persoon zijn zowel hijzelf als zijn handeling goed. Hij weet goed wat hij doen moet, hij kiest er bewust voor dat te doen en doet het vervolgens vastberaden. 

### Het gulden midden (boek II)
Voor Aristoteles is een deugd het midden (Grieks: meson) tussen twee ondeugden in, tussen tekort en teveel. Moed is bijvoorbeeld het midden tussen lafheid (een gebrek aan moed) en overmoed (te veel moed). Dit midden is niet absoluut, maar hangt steeds van de persoon en de omstandigheden af. Aristoteles maakt dit punt duidelijk door een vergelijking met het dieet van sporters. Wat voor een worstelkampioen een goede portie eten is (niet te veel en niet te weinig) is voor iemand die begint met trainen al snel veel te veel. Overigens is er in sommige situaties, bijvoorbeeld bij overspel, diefstal en moord geen sprake van een gulden midden. Dit soort dingen zijn altijd slecht.

### De deugd rechtvaardigheid (boek V)
Het hele vijfde boek van de Ethica Nicomachea is gewijd aan de deugd van de rechtvaardigheid (Grieks: dikaiosunè). Aristoteles onderscheidt twee soorten rechtvaardigheid: de algemene of wettelijke rechtvaardigheid en de specifieke rechtvaardigheid. De algemene rechtvaardigheid komt erop neer dat men zich aan de wetten houdt. Aangezien de wetten bedoeld zijn om de burgers met oog op het algemeen belang aan te zetten tot allerlei vormen van deugdzaam gedrag, kan men zeggen dat rechtvaardigheid alle andere deugden impliceert met inbegrip van de specifieke rechtvaardigheid. Deze vorm van rechtvaardigheid draait om gelijkheid. Aristoteles verdeelt de specifieke rechtvaardigheid weer in distributieve rechtvaardigheid en corrigerende rechtvaardigheid. In het geval van distributieve rechtvaardigheid gaat het erom dat een ieder het deel krijgt dat gelijk is aan de door hem geleverde inspanning. In het geval van corrigerende rechtvaardigheid gaat het erom dat iemand die door een ander benadeeld is een compensatie ontvangt die gelijk is aan het geleden nadeel.

## Verantwoordelijkheid (boek III)
Aristoteles onderzoekt in de eerste drie hoofdstukken van het derde boek de vrijwillige (Grieks: hekousios) en onvrijwillige handeling (Grieks: akousios). Dit onderscheid dient Aristoteles nauwkeurig te definiëren om in het zevende hoofdstuk tot zijn definitieve stelling te komen: ieder mens, ongeacht of hij goed of slecht is, is verantwoordelijk voor zijn goede én slechte daden.

### Onvrijwillige handeling
Aristoteles begint zijn onderzoek door eerst de negatieve kant van de kwestie, de onvrijwillige actie, te onderzoeken. Onvrijwillige handelingen verricht men (a) onder dwang of (b) uit onwetendheid.
Het kenmerk van een gedwongen actie is dat de oorsprong van het handelen buiten de persoon ligt, in die zin dat de persoon niets bijdraagt aan de handeling en haar dus als het ware ondergaat. Zo handelt men onvrijwillig wanneer men meegenomen wordt door de wind.
Men verricht een actie uit onwetendheid nooit met opzet. Een dergelijke actie kan opgedeeld worden in twee verschillende categorieën. Enerzijds zijn er acties die men uit onwetendheid verricht, maar waar de actie achteraf voor misnoegen zorgt en medelijden wekt. Men is zich in dit geval niet bewust van specifieke omstandigheden omtrent de handeling. Als voorbeeld geeft Aristoteles iemand die een katapult demonstreert, maar die het apparaat per ongeluk laat afgaan. Anderzijds zijn er acties die men in onwetendheid verricht. Deze actie zal achteraf geen misnoegen en medelijden wekken, aangezien de actie op zichzelf niet herkend is door de handelende persoon. Aristoteles haalt dronken of woedende personen aan als voorbeelden. Alleen wanneer men uit onwetendheid handelt wordt de actie vergeven en soms met medelijden aangezien, omdat deze actie onvrijwillig is.

### Gemengde handeling
In het geval van een handeling die door de omstandigheden afgedwongen wordt, maar waarbij de uiteindelijke keuze tot handelen bij de handelende persoon ligt, spreekt Aristoteles van een gemengde handeling. Hij geeft het voorbeeld van een schipper die in een storm terechtkomt en de lading van het schip overboord gooit om zijn eigen leven en dat van zijn bemanning te redden. Hoewel men een handeling als deze onder normale omstandigheden niet zou verkiezen en men derhalve tegen zijn zin handelt, handelt men toch vrijwillig, omdat men zelf tot handelen overgaat. De oorsprong van het handelen ligt dus nog steeds in de persoon zelf. 

### Vrijwillige handeling
De nauwgezette uitwerking van de onvrijwillige handeling stelt Aristoteles nu in staat om de kwestie positief te belichten door de vrijwillige handeling te definiëren. Een handeling is vrijwillig wanneer de oorsprong van het handelen in de handelende persoon ligt en wanneer men zich bewust is van de specifieke omstandigheden waarin men handelt.

### Verantwoordelijkheid voor moreel slechte daden
In hoofdstuk 7 van boek III behandelt Aristoteles de voor hem centrale stelling dat de mens niet alleen verantwoordelijk is voor zijn goede maar ook voor zijn slechte daden. Socrates had gesteld dat niemand vrijwillig het slechte doet: men doet het slechte uit onwetendheid. Aristoteles bestrijdt dit. Indien het in onze macht ligt om bewust het goede te doen, ligt het ook in onze macht bewust het slechte te doen. De mens is evident de vader van zijn eigen handelingen. Aristoteles wijst erop dat de wetgevers de mensen door straf en beloning aansporen het goede te doen en het slechte na te laten. Het is echter zinloos om iemand aan te sporen te doen of te laten wat buiten zijn macht ligt.

## Wijsheid en praktisch verstand (boek VI)

### Inleiding
Boek VI van de Ethica Nicomachea behandelt met name het onderscheid tussen het theoretische inzicht enerzijds (epistèmè/sophia) en het praktische verstand ofwel de prudentie (phronèsis) anderzijds. Dit boek kan onder andere gezien worden als de plaats waar wat betreft het kennen voor het eerst het onderscheid tussen ‘theorie’ en ‘praktijk’ gemaakt wordt (bij Plato is phronèsis nog iets wat beide omvat). 

### Het principe ‘het gelijke wordt door het gelijke gekend’
Na enkele recapitulerende opmerkingen over de inhoud van de vorige boeken schetst Aristoteles het raamwerk van boek VI door een onderscheid aan te brengen wat betreft de ‘ziel’ of het ‘bevattingsvermogen’ (psuchê) van de mens. Deze bestaat namelijk uit een rationeel (to logon echon) en een niet-rationeel deel (to alogon). Het logische deel bestaat wederom uit een deel dat betrokken is bij het echte kennen (‘epistemonisch’ – epistemonikon) en een berekenend ofwel overwegend deel (logistikon/bouleuesthai). 
De basis van dit onderscheid is het zogenaamde principe similia similibus cognoscuntur – ‘het gelijke wordt door het gelijke gekend’. Kortweg komt het hierop neer: wanneer er een wezenlijk verschil bestaat tussen de dingen die gekend worden, moet er ook een wezenlijk verschil zijn tussen de vermogens waarmee die wezenlijk verschillende dingen gekend worden. Dit principe mag vandaag de dag gezien de universaliteit van de wetenschappelijke methode vreemd in de oren klinken – niettemin staat het aan de basis van enkele prominente Grieks-filosofische gedachten (zie bijvoorbeeld het ‘bewijs’ van de onsterfelijkheid van de ziel in Plato’s Phaedo) en dus ook aan het bovengenoemde onderscheid van Aristoteles tussen de delen van de psuchê. Het epistemonische deel beschouwt immers dingen waarvan de beginselen niet anders kunnen zijn, het overwegende deel de dingen waarvan beginselen dat wel zijn (‘contingent’ zijn). Het maken van overwegingen betreft de contingente, concrete, afzonderlijke dingen en is dus een afzonderlijk deel van het logische deel van de ziel. 

### Vijf soorten kennis
De rode draad van het boek wordt vervolgens gevormd door Aristoteles’ als uitputtend gepresenteerde indeling van de vijf disposities waarmee de psuchê tot waarheid komt, namelijk: 1) vakbekwaamheid (technê), 2) echte kennis (epistèmè), 3) prudentie (phronèsis), 4) wijsheid (sophia) en 5) direct inzicht (nous). Vervolgens werkt Aristoteles uit wat de aard van deze disposities is, en op wat voor soort dingen ze betrekking hebben. Zo is echte kennis alleen kennis van hetgeen noodzakelijkerwijs, universeel en eeuwig het geval is, en wel kennis die door een deductief bewijs is verkregen (denk onder andere aan wiskundige bewijzen). Vakbekwaamheid en prudentie hebben echter alleen betrekking op het contingente. Waar vakbekwaamheid het maken of vervaardigen van dingen betreft (zoals in de bouwkunde), betreft prudentie het handelen (praxis). Vervaardigen en handelen zijn verschillend, want bij het vervaardigen is iets anders het uiteindelijke doel, terwijl dat bij het handelen niet zo is. Iemand heet prudent wanneer hij naar behoren kan delibereren over de dingen die voor hemzelf deugdelijk of voordelig zijn en daarop zijn handelen kan afstemmen. Als voorbeeld geeft Aristoteles de staatsman Perikles, die immers niet alleen oog had voor wat deugdelijk is voor hemzelf, maar ook voor de andere Atheners. Direct inzicht is er van de eerste beginselen (zoals blijkens onder andere de Analytica Posteriora de Euclidische postulaten en de Wet van Non-Contradictie). Wijsheid blijkt tot slot een combinatie van echte kennis en direct inzicht te zijn. Wijs (sophos) zijn onder andere de filosofen Thales en Anaxagoras. 
Aristoteles maakt duidelijk dat er verschillende domeinen zijn van prudentie, zoals de stadstaat (zoals er sprake is van prudent handelen in wetgeving, politiek overleg en besluitvorming en rechtspraak) en het huishouden. Vervolgens wijst Aristoteles op de nuances in de betekenissen van enkele woorden die tot de sfeer van het prudente behoren, zoals ‘verstand’ (sunesis) en goed overwegen (euboulia). Tot slot behandelt Aristoteles enkele vermeend problematische vragen over wat nu het nut is van de twee genoemde deugden (wijsheid en prudentie).

## Onbeheerstheid /akrasia(boek VII)

### Definitie van onbeheerstheid
Er is sprake van onbeheerstheid (Gr. akrasia) wanneer een mens dingen doet, waarvan hij wéét dat ze slecht zijn. Onder normale omstandigheden zou hij deze dingen niet doen, maar hij voelt een sterk verlangen en wordt daar op de een of andere manier door overmeesterd. De beheerste mens voelt die verlangens ook, maar heeft ze onder controle. Het verschil tussen deze disposities en (on)deugd is duidelijk: de deugdzame mens kiest voor zijn handelingen, de onbeheerste zou liever anders handelen, en bovendien wordt die eerste niet overmand door heftige verlangens; en waar de beheerste mens zijn slechte verlangens onder controle heeft, voelt de deugdzame mens die verlangens niet eens, want voor hem is alleen maar het goede aangenaam, en mensen verlangen naar wat ze aangenaam vinden.

### Hoe is onbeheerstheid mogelijk?
Bij het verschijnsel van onbeheerstheid doet zich een probleem voor. Hoe is het mogelijk dat iemand handelt tegen zijn kennis in? Socrates kaartte dit probleem aan; volgens hem was het onmogelijk. Aristoteles meent echter dat dat wel kan; voordat de onbeheerste zijn slechte handeling verricht, weet hij namelijk heel goed dat de handeling, die hij onder invloed van verlangen verricht, fout is. Aristoteles lost het probleem op door een onderscheid te maken tussen aan de ene kant het hebben van kennis en tegelijkertijd het gebruiken/aanschouwen ervan, en aan de andere kant slechts het hebben van die kennis. Daarbij wordt het menselijk handelen gestuurd door syllogismen, bijvoorbeeld:
‘ik mag geen zoet eten’ (maior premisse)
‘dit is zoet’ (minor premisse)
conclusie: ‘ik mag dit niet eten’.
Nu kan het heel goed zijn dat iemand wel de maior premisse in zich heeft en gebruikt/aanschouwt, maar de minor niet gebruikt of niet heeft. Ten slotte is er nog een onderscheid tussen enerzijds mensen die kennis niet gebruiken, maar deze wel op elk moment in hun herinnering kunnen roepen, en anderzijds mensen die kennis wel hebben maar in zekere zin ook niet, zoals dronken, slapende of razende mensen. Zij hebben tijdelijk geen toegang tot de kennis. Welnu, de onbeheerste mens handelt zoals hij handelt, omdat hij op het moment van zijn handeling de minor premisse niet heeft, of wel heeft maar slechts zoals een dronken of slapend of razend persoon kennis heeft. Zo kan de onbeheerste mens het syllogisme, dat hem normaal zou behoeden voor een slechte daad, niet afmaken en kan hij niet de juiste conclusie trekken.

## Genot (boek VII en X)

### Inleiding
Omdat genot (Grieks: hèdonè) voor Aristoteles nauw verbonden is met deugdelijk handelen, en bovendien ook lijkt te passen binnen een gelukkig leven, kan een beschouwing over dit onderwerp binnen een ethisch werk niet ontbreken. In de Ethica Nicomachea vinden we twee afzonderlijke verhandelingen over genot, één in boek VII (11-14), na de bespreking van bandeloosheid, en één in boek X (1-5), voorafgaand aan de uiteindelijke behandeling van geluk. Uitgangspunt in beide verhandelingen is de vraag wat de morele waarde van genot is. Opmerkelijk genoeg verschillen de definities van genot in boek VII en X. Voor veel geleerden is dit een reden om aan te nemen dat de Ethica Nicomachea een verzameling losse traktaten is die pas na de dood van Aristoteles door een uitgever in één boek zijn samengevoegd.

### Genot in boek VII
In boek VII zet Aristoteles eerst opvattingen uiteen volgens welke genot in meer of mindere mate slecht zou zijn. Hij gaat met name in op de opvatting dat genot ‘een waarneembaar wordingsproces naar een natuurlijke staat’ is: genot ontstaat doordat een verlangen wordt ingewilligd of een gebrek wordt opgevuld. Met het bereiken van de natuurlijke staat en het verdwijnen van het gebrek, verdwijnt ook het genot. Genot is dan een vorm van worden, een proces van een gemankeerde staat, dat leidt naar een doel waaraan het zelf ondergeschikt is.
Aristoteles verzet zich tegen deze opvatting van genot als een proces. Voor hem is genot geen proces, maar ‘de ongehinderde activiteit van een natuurlijke dispositie’. Er zijn immers ook genietingen die niet met pijn of gebrek gepaard gaan, zoals het genot van studeren. Als activiteit en ontplooiing van de natuurlijke staat kan genot tot het goede behoren. En daar bovendien ook geluk een ongehinderde activiteit is van een natuurlijke dispositie, is ook geluk – het hoogste goed – een vorm van genot. 

### Genot in boek X
Ook in boek X verzet Aristoteles zich tegen het idee dat genot een vorm van beweging of een wordingsproces zou zijn. Zo wijst hij erop dat genieten niet aan noties als ‘snel’ of ‘langzaam’ onderhevig is (zoals dit voor bewegingen wel geldt) en dat het in tegenstelling tot een proces op elk willekeurig moment volledig en heel is. Voor Aristoteles is genot onlosmakelijk verbonden met de activiteit, en treedt het op als de activiteit optimaal ontplooid kan worden. Genot vervolmaakt dan de activiteit, ‘niet zoals de inherente dispositie, maar als een soort bijkomende vervolmaking, als de bloei aan hen die in de kracht van hun leven zijn’. Het zorgt ervoor dat een activiteit wordt ‘aangescherpt, langer volgehouden en verbeterd’. Elke activiteit kent haar eigen genot, en het genot van verschillende activiteiten verschilt onderling. Genot ontleent zijn morele waarde aan de bijbehorende activiteit, waar het onlosmakelijk mee verbonden is. In tegenstelling tot de definitie in boek VII is geluk zelf dus geen genot, maar gaat gepaard met genot.

## Vriendschap (boek VIII-IX)
De boeken VIII en IX die als een geheel kunnen worden gezien, behandelen vriendschap (philia). Vriendschap bestaat tussen twee mensen die elkaar bewust welwillend gezind zijn. Aristoteles onderscheidt drie redenen waarom mensen vriendschap sluiten: het goede, het aangename en het nuttige. Aan deze 3 motieven corresponderen 3 soorten vriendschap: karaktervriendschap, genotvriendschap, voordeelvriendschap. Bij genotvriendschap en voordeelvriendschap gaat het vooral om het genot, resp. het voordeel dat iemand uit de vriendschap kan verkrijgen. Bij het wegvallen van het genot, resp. het voordeel houdt ook de vriendschap op. Daarentegen gaat het bij karaktervriendschap om het voortreffelijke karakter van de vriend. De perfecte vriendschap bestaat tussen mensen die goed zijn en elkaars gelijke in deugd. Deze mensen zijn ook nuttig voor elkaar en geven elkaar plezier. Aristoteles beschouwt alleen de laatste vorm van vriendschap als echte vriendschap.
In het geval van echte vriendschap zijn de gevoelens voor een vriend een afgeleide van de gevoelens die men voor zichzelf heeft. Iemand verhoudt zich dan ook op dezelfde wijze tot zijn vriend als tot zichzelf, temeer daar men elkaars gelijke in deugd is. De vriend is kortom een “tweede ik” (allos autos).